# Gotthold Stäudlin
Gotthold Friedrich Stäudlin (* 15. Oktober 1758 in Stuttgart; † zwischen 11. und 13. September 1796 in Straßburg) war ein deutscher Dichter der schwäbischen Vorklassik, Publizist und Kanzleiadvokat. Stäudlin entdeckte und förderte unter anderem auch den bekannten Lyriker Friedrich Hölderlin.

## Leben und Wirken
Stäudlins Vater war Regierungsrat in Stuttgart, seine Mutter war die Tochter Philipp Friedrich Jägers, der ebenfalls Regierungsrat und Hofgerichtsassessor war. Stäudlin hatte mindestens sieben Geschwister, darunter auch der Theologe Karl Friedrich Stäudlin. Familie Stäudlin gehörte zu den alten, schwäbischen Beamtenfamilien und zählte zur württembergischen Ehrbarkeit. Aus diesem Grund lässt sich der Familienstammbaum gut rückverfolgen.
Bereits 1775 wurden erste Gedichte Stäudlins in der Mannheimer „Schreibtafel“ und im „Schwäbischen Magazin für gelehrte Sachen“ abgedruckt. Im darauffolgenden Jahr wurde das Gedicht „Lied eines teutschen Helden“ in Schubarts „Teutscher Chronik“, die er später fortsetzte, gedruckt. Im selben Jahr erhielt er von seiner Schule, dem Stuttgarter Gymnasium illustre, den Lorbeerkranz für sein außerordentlich dichterisches Talent. Außerdem erfolgte 1776 auch die Immatrikulation für das juristische Studium in Tübingen, das er weniger aus eigener Neigung, sondern mehr auf Wunsch seines Vaters absolvierte.
Bekannt ist auch, dass Stäudlin in Briefkontakt mit Johann Jakob Bodmer und Karl Friedrich Reinhard sowie Johann Kaspar Lavater stand. 1780 machte er Bekanntschaft mit Karl Philipp Conz. In der Zwischenzeit veröffentlichte Stäudlin zahlreiche Werke, unter anderem auch „Proben einer deutschen Aeneis“, die 1781 von Schiller kritisch rezensiert wurden. Im Folgejahr veröffentlichte Schiller die „Anthologie auf das Jahr 1782“, durch die sich eine öffentliche Auseinandersetzung der beiden Dichter entwickelte. Einem Brief Bodmers an Hans Heinrich Schinz vom 11. Mai 1782 kann man entnehmen, dass es dabei nicht nur um die dichterische Vorherrschaft in Württemberg ging, denn auszugsweise heißt es dort: „Er heißt Schiller. Man sagt, dass er eine neue Bahn gehe. Er ist Stäudlins geschworener Kritiker und, sagt man, aus Privatleidenschaften. Es scheint, sie sind Nebenbuhler nicht nur in der Poesie, sondern in der irdischen Liebe […].“ Die Fehde auf dem literarischen Feld hielt geraume Zeit an. Satirische Anspielungen auf Schiller finden sich zum Beispiel in dem Gedicht „Das Kraftgenie“. Erst als das Gerücht kursierte, Schiller sei verstorben, schlug Stäudlin durch das Gedicht „An Schiller“ 1791 versöhnlichere Töne an.
Gegen Ende des Jahres 1782 veröffentlichte Stäudlin die Sammlung „Schwäbische Blumenlese Auf das Jahr 1783“, in der er auch Gedichte von Christian Friedrich Daniel Schubart veröffentlichte, der seit 1777 auf der Festung Hohenasperg von Herzog Carl Eugen gefangen gehalten wurde. Es ist auch belegt, dass er diesen 1783 besuchte. Als Schubart nach zehn Jahren Haft 1787 entlassen wurde, arbeitete dieser gemeinsam mit Stäudlin an der „vaterländische[n] Chronik“.
Viele seiner Veröffentlichungen sind politischer Natur, in denen er sich immer deutlicher für die Französische Revolution ausspricht, was ihm nicht selten Bestrafungen einhandelte. So eckt er des Öfteren mit seiner seit Schubarts Tod im Oktober 1791 übernommenen und regelmäßig erscheinenden „Chronik“ an und musste unter anderem drei Tage Hausarrest und eine Geldstrafe von zehn Reichstalern verbüßen. Letzten Endes wurde das Herausgeben der „Chronik“ 1793 durch den Reichshofrat in Wien verboten.
Am 1. August 1785 wurde Stäudlin zum Kanzlei-Advokaten in Stuttgart ernannt. Ansonsten ist über seine Tätigkeit als Advokat nur sehr wenig bekannt.
Nachdem Stäudlins Vater am 21. Mai 1794 gestorben war, geriet sein Leben immer mehr aus den Fugen, da durch den Tod Gläubiger auf ihn aufmerksam wurden. Das brachte ihn in eine missliche Lage, so dass er sich gezwungen sah, beim Herzog um ein Moratorium zu bitten, was jedoch abgelehnt wurde. Er versuchte sich erneut mit den Gläubigern zu verständigen, reiste dann jedoch in den Schwarzwald und plante neue Veröffentlichungen. Im Dezember 1795 bewarb er sich beim Herzog um eine Übertragung der erledigten Oberamtereien, was jedoch ebenfalls abgelehnt wurde. Auch im darauffolgenden Jahr wollte die Suche nach einer Beschäftigung – und damit die Möglichkeit, erneut Fuß zu fassen – nicht gelingen. Am 11. September des Jahres war Stäudlin so verzweifelt, dass er seiner Tante gegenüber seinen Suizid ankündigte mit den Worten: „Endlich nach einem langen hartnäckigen Kampfe mit meinem widrigen Schicksale unterlige ich demselben. Wenn Sie, verehrungswürdigste Frau Tante! dieses Blatt erhalten, so bin ich nicht mehr, und habe meine vielen verdienten und unverdienten Leiden im Rheinstrome begraben […].“ Am 17. September wurde ein Eintrag im Sterberegister des Standesamtes in Straßburg veröffentlicht, in dem es um den Fund und die Identifikation Stäudlins ging.

## Werke (Auswahl)

### Selbständige Schriften
- Albrecht von Haller. Ein Gedicht in drei Gesängen. J. F. Heerbrandt, Tübingen 1780.
- Proben einer deutschen Aeneis nebst lyrischen Gedichten. Chr. F. Cotta, Stuttgart 1781.
- Vermischte poetische Stüke. J. F. Cotta,  1782.
- Wallbergs Briefe an seinen Freund Ferdinand. Wahrheit oder Dichtung, wie ihr wollt. Erste Sammlung. S. L. Crusius, Leipzig 1783.
- Zum Gedächtnisse seiner Durchlaucht des verewigten Herzogs Leopold von Braunschweig-Wolfenbüttel. – Non sibi, sed toti gentium se credere mundo. Lucan. Chr. F. Cotta, Stuttgart 1785.
- Gedichte. Erster Band. Gebr. Mänler, Stuttgart 1788. (Auf Kosten des Verfassers).
- Gedichte. Zweiter Band. Gebr. Mäntler, Stuttgart 1791. (Auf Kosten des Verfassers).
- Empfindungen bei der Nachricht von Robespierre’s Fall und Tode. J. H. Geiger, Seelbach 1795.
- Vermischte Gedichte der Geschwister Gottlieb Friedrich und Charlotte Stäudlin. Hrsg. von einem Freunde der Familie. Band 1 und 2. C. A. Sonnewald, Stuttgart 1827.

### 2. Unselbständige Drucke
- Der Schwan und die Krähen. In: Schwäbisches Magazin von gelehrten Sachen auf das Jahr 1775. 5. Stück, S. 431f.
- Lied eines teutschen Helden. In: Teutsche Chronik. aufs Jahr 1776. von Schubart. 3. Jg., 1. Stück, 1. Januar 1776, S. 7f.
- Peter, der Grose. Ein lyrisches Gedicht. In: Schwäbisches Magazin von gelehrten Sachen auf das Jahr 1776. 4. Stück, S. 260–263. – Siehe Nr. III, 13.
- Der blinde Greis, im Frühling. In: Allgemeine Blumenlese der Deutschen. Vierter Teil. Lieder. Orell, Geßner, Füßli und Comp., Zürich 1784, S. 42–45.
- Fragment an Gallien. In: Chronik. 50. Stück, 22. Juni 1792, S. 405f.
- Neckarweinlied. In: Taschenbuch für Freunde des Gesanges. Stuttgart 1795, S. 14f.

### Herausgegebenes
- Schwäbischer Musenalmanach Auf das Jahr 1782. J. G. Cotta, Tübingen (1781).
- Schwäbische Blumenlese Auf das Jahr 1783. J. G. Cotta, Tübingen (1782).
- Schwäbischer Musenalmanach Auf das Jahr 1784. J. G. Cotta, Tübingen (1783).
- Schwäbische Blumenlese für’s Jahr 1785. J. G. Cotta, Tübingen (1785).
- Schwäbische Blumenlese für’s Jahr 1786. J. G. Cotta, Tübingen (1786).
- Schwäbischer Musenalmanach für’s Jahr 1787. J. G. Cotta, Tübingen (1787).
- Chronik. 1791. – Fortgesezte Schubart'sche Chronik für 1792 (und 1793). Kaiserl. Reichspostamt, Stuttgart 1791–1793.
- Musenalmanach fürs Jahr 1792. Akademische Buchdruckerei, Stuttgart (1791).
- Poetische Blumenlese fürs Jahr 1793. Gebr. Mäntler, Stuttgart (1793).